# رود لیمپوپو
لیمپوپو رودی است به‌طول تقریبی ۱۱۰۰ مایل (۱۷۷۰ تا ۱۸۰۰ کیلومتر)
واقع در جنوب شرقی قارهٔ آفریقا. این رود در آفریقای جنوبی سرچشمه گرفته و پس از طی مسیری نیم‌دایره‌ای‌شکل در نهایت به اقیانوس هند می‌ریزد.

## مسیر رودخانه
رود لیمپوپو نخست با عنوان رود کروکودیل از تپه‌های ویتواترزرند در نزدیکی ژوهانسبورگ در آفریقای جنوبی سرچشمه گرفته و با جریان‌یافتن به سمت شمال به کوه‌های ماگالیسبرگ می‌رسد. این رود سپس از حوضهٔ حاصلخیز بوشولد عبور کرده و با پیوستن به رود ماریکو، رود لیمپوپو شکل می‌گیرد. این رود سپس با جریان یافتن به‌سمت شمال شرقی، مرزی حدوداً ۴۰۰ کیلومتری را با بوتسوانا ایجاد می‌کند.
لیمپوپو سپس به سمت شرق چرخیده و با عبور از میان استان لیمپوپو در آفریقای جنوبی و زیمبابوه، مرز میان این دو کشور را تشکیل می‌دهد. رودخانه سپس به سمت جنوب شرقی جریان یافته و پس از پیمودن مسافتی ۲۴۰ کیلومتری، با عبور از موزامبیک در نهایت به اقیانوس هند می‌ریزد.
رود اولیفان مهمترین رود فرعی‌ایست که به رود لیمپوپو می‌ریزد و لیمپوپو پس از تلاقیش با این رودخانه در ۱۳۰ مایلی (۲۹۰-۲۱۰ کیلومتری) از دهانهٔ خود، قابلیت کشتیرانی می‌یابد.

## تاریخچهٔ اکتشاف
واسکو دو گاما، نخستین اروپایی‌ای بود که در ۱۴۹۸ به لیمپوپو رسید و در دهانهٔ آن لنگر انداخت. او این رودخانه را رود اسپیریتو سانتو نام‌گذاری نمود. بخش پایین‌دست رودخانه در فاصلهٔ سال‌های ۱۸۶۸ تا ۱۸۶۹ توسط سنت وینسنت ویتشد ارسکین مورد کاوش قرار گرفت و کاپیتان جی. اف. التون در سال ۱۸۷۰ در مسیر میانی آن سفر نمود.